# Monika Buttinger
Monika Buttinger, née le 23 septembre 1971 à Wels (Autriche), est une costumière autrichienne.

## Biographie
Monika Buttinger est issue d'une famille de cinq enfants. Son père était cheminot. Buttinger fréquente la Kunstgewerbeschule de Linz de 1986 à 1991. À partir de 1992, elle apprend le stylisme à l école de mode de Vienne au palais Hetzendorf. Elle complète cette formation en 1995 par un diplôme. La même année, elle devient indépendante en tant que costumière et créatrice de mode.
À partir de l'an 2000, Buttinger travaille comme costumière pour de nombreux films de cinéma et de télévision. En tant que costumière pour la scène, elle travaille entre autres au Landestheater Linz, au Raimundtheater et au Stadttheater Klagenfurt. Elle crée les dessins de mode pour l'ouverture des Championnats du monde de ski alpin 2001 à St. Anton am Arlberg et de l'ouverture des Championnats du monde de ski alpin 2013 à Schladming. Buttinger  travaille également comme styliste photo et éditeur de mode et est créateur de mode pour les labels Airfield, Sando et Stapf et pendant dix ans pour Eisbär. Dans sa collection de mode Zojas, créée en 2008, elle traite des textiles historiques avec des coupes modernes.
Buttinger est membre de l'Académie autrichienne du cinéma.

## Filmographie partielle

### Au cinéma
- 2000 : Gelbe Kirschen (de)
- 2002 : Vollgas de Sabine Derflinger
- 2002 : Blue Moon d'Andrea Maria Dusl
- 2003 : Böse Zellen (de)
- 2004 : Fräulein Phyllis (de)
- 2005 : Keller – Teenage Wasteland (de)
- 2006 : Kotsch (de)
- 2007 : 42plus (de)
- 2008 : Pour un instant, la liberté (Ein Augenblick Freiheit) de Arash T. Riahi
- 2008 : Herrn Kukas Empfehlungen (de)
- 2008 : Revanche
- 2011 : 360
- 2011 : Beate Uhse – Das Recht auf Liebe (de)
- 2011 : Plötzlich fett! (de)
- 2012 : Talea
- 2013 : Im weißen Rössl – Wehe Du singst! (de)
- 2014 : Therapie für einen Vampir (de)
- 2015 : Beautiful Girl (de)
- 2015 : Einer von uns (de)
- 2015 : Gruber geht
- 2015 : Chucks (de)
- 2016 : Was hat uns bloß so ruiniert
- 2016 : Mein Fleisch und Blut (de)
- 2017 : Die Migrantigen (de)
- 2018 : Die letzte Party deines Lebens (de)
- 2019 : Der Boden unter den Füßen
- 2020 : Oskar et Lily (Ein bisschen bleiben wir noch)
- 2020 : La Vie que nous voulions (Was wir wollten)
- 2020 : Fuchs im Bau (de)
- 2021 : Risiken und Nebenwirkungen (de)
- 2022 : Märzengrund (de)
- 2022 : Sergent-major Eismayer
- 2022 : Rubikon (de)
- 2022 : Love Machine 2 (de)
- 2022 : Corsage

### À la télévision
- 2009 : tschuschen:power (de)  (série télévisée, épisode ’Richtig verbunden)
- 2010 : La Catin (Die Wanderhure, téléfilm)
- 2012 : La Châtelaine  (Die Rache der Wanderhure, téléfilm)
- 2012 : Le Testament de la catin (Das Vermächtnis der Wanderhure, téléfilm)
- 2013 : La Femme interdite (Die verbotene Frau, téléfilm)
- 2017 : Stadtkomödie (de)  (série télévisée, épisode Die Notlüge)
- 2021 : Landkrimi (de) (série télévisée, épisode Vier)

## Récompenses et distinctions
- (en) Monika Buttinger: Awards, sur l'Internet Movie Database
- Prix Femina du film, Filmfestival Max Ophüls Preis 2002 pour Vollgas
- Diagonale-Preis Filmdesign – Meilleure conception de costumes, Diagonale 2011 pour Zwischen Tag und Nacht
- Diagonale-Preis Filmdesign – Meilleure conception de costumes, Diagonale 2013 pour Talea
- Diagonale-Preis Filmdesign – Meilleure conception de costumes, Diagonale 2017 pour Die Migrantigen
- Diagonale-Preis Filmdesign – Meilleure conception de costumes, Diagonale 2020 pour Oskar et Lily (Ein bisschen bleiben wir noch)